# Rudnea Ivanivska, Iemilciîne
Rudnea Ivanivska (în ucraineană Рудня Іванівська) este o comună în raionul Iemilciîne, regiunea Jîtomîr, Ucraina, formată numai din satul de reședință.

## Demografie
Componența lingvistică a comunei Rudnea Ivanivska
     Ucraineană (99,73%)
     Alte limbi (0,27%)
Conform recensământului din 2001, majoritatea populației comunei Rudnea Ivanivska era vorbitoare de ucraineană (99,73%), existând în minoritate și vorbitori de alte limbi.